# Grand Prix Brazílie 1979
Grand Prix Brazílie 1979 (oficiálně VIII Grande Premio do Brasil) se jela na okruhu Autódromo José Carlos Pace v Sao Paulo v Brazílii dne 4. února 1979. Závod byl druhým v pořadí v sezóně 1979 šampionátu Formule 1.

## Závod
| Poř.   | No. | Jezdec                | Konstruktér        | Počet kol | Čas/Odstoupení  | Pořadí na startu | Body |
| ------ | --- | --------------------- | ------------------ | --------- | --------------- | ---------------- | ---- |
| 1      | 26  | Jacques Laffite       | Ligier-Ford        | 40        | 1:40:09.64      | 1                | 9    |
| 2      | 25  | Patrick Depailler     | Ligier-Ford        | 40        | + 5.28          | 2                | 6    |
| 3      | 2   | Carlos Reutemann      | Lotus-Ford         | 40        | + 44.14         | 3                | 4    |
| 4      | 3   | Didier Pironi         | Tyrrell-Ford       | 40        | + 1:25.88       | 8                | 3    |
| 5      | 12  | Gilles Villeneuve     | Ferrari            | 39        | + 1 kolo        | 5                | 2    |
| 6      | 11  | Jody Scheckter        | Ferrari            | 39        | + 1 kolo        | 6                | 1    |
| 7      | 30  | Jochen Mass           | Arrows-Ford        | 39        | + 1 kolo        | 19               |      |
| 8      | 7   | John Watson           | McLaren-Ford       | 39        | + 1 kolo        | 14               |      |
| 9      | 29  | Riccardo Patrese      | Arrows-Ford        | 39        | + 1 kolo        | 16               |      |
| 10     | 15  | Jean-Pierre Jabouille | Renault            | 39        | + 1 kolo        | 7                |      |
| 11     | 14  | Emerson Fittipaldi    | Fittipaldi-Ford    | 39        | + 1 kolo        | 9                |      |
| 12     | 18  | Elio de Angelis       | Shadow-Ford        | 39        | + 1 kolo        | 20               |      |
| 13     | 22  | Derek Daly            | Ensign-Ford        | 39        | + 1 kolo        | 23               |      |
| 14     | 17  | Jan Lammers           | Shadow-Ford        | 39        | + 1 kolo        | 21               |      |
| 15     | 28  | Clay Regazzoni        | Williams-Ford      | 38        | + 2 kola        | 17               |      |
| Ret    | 27  | Alan Jones            | Williams-Ford      | 33        | Palivový systém | 13               |      |
| Ret    | 9   | Hans-Joachim Stuck    | ATS-Ford           | 31        | Řízení          | 24               |      |
| Ret    | 16  | René Arnoux           | Renault            | 28        | Řízení          | 11               |      |
| Ret    | 20  | James Hunt            | Wolf-Ford          | 7         | Řízení          | 10               |      |
| Ret    | 8   | Patrick Tambay        | McLaren-Ford       | 7         | Kolize          | 18               |      |
| Ret    | 5   | Niki Lauda            | Brabham-Alfa Romeo | 5         | Převodovka      | 12               |      |
| Ret    | 6   | Nelson Piquet         | Brabham-Alfa Romeo | 5         | Nehoda          | 22               |      |
| Ret    | 1   | Mario Andretti        | Lotus-Ford         | 2         | Únik paliva     | 4                |      |
| Ret    | 4   | Jean-Pierre Jarier    | Tyrrell-Ford       | 0         | Elektronika     | 15               |      |
| DNQ    | 31  | Héctor Rebaque        | Lotus-Ford         |           |                 |                  |      |
| DNQ    | 24  | Arturo Merzario       | Merzario-Ford      |           |                 |                  |      |
| Zdroj: |     |                       |                    |           |                 |                  |      |

## Průběžné pořadí po závodě
Pohár jezdců
| Pořadí | Jezdec            | Body |
| ------ | ----------------- | ---- |
| 1      | Jacques Laffite   | 18   |
| 2      | Carlos Reutemann  | 10   |
| 3      | Patrick Depailler | 9    |
| 4      | John Watson       | 4    |
| 5      | Didier Pironi     | 3    |
| Zdroj: |                   |      |

Pohár konstruktérů
| Pořadí | Konstruktér  | Body |
| ------ | ------------ | ---- |
| 1      | Ligier-Ford  | 27   |
| 2      | Lotus-Ford   | 12   |
| 3      | McLaren-Ford | 4    |
| 4      | Tyrrell-Ford | 3    |
| 5      | Ferrari      | 3    |
| Zdroj: |              |      |